# تشارلز ماريون
تشارلز ماريون (بالفرنسية: Charles Marion)‏ هو فارس سباق فرنسي، ولد في 14 يناير 1887 في سن جرمن آن له في فرنسا، وتوفي في 16 نوفمبر 1944 في آنسي في فرنسا.

## وصلات خارجية
- تشارلز ماريون على موقع اللجنة الأولمبية الدولية (الإنجليزية)
- تشارلز ماريون على موقع أوليمبيديا (الإنجليزية)